# Премія Гільдії кіноакторів США за найкращу чоловічу роль у телефільмі або мінісеріалі
Премія Гільдії кіноакторів США за найкращу чоловічу роль у телефільмі або мінісеріалі — нагорода, яку щорічно з 1995 року вручає Гільдія кіноакторів США, щоб відзначити актора, який найкраще виконав роль у телефільмі або мінісеріалі.

## Переможці та номінанти
Нижче наведено список переможців і номінантів за кожен рік.
| Позначка | Значення                  |
| -------- | ------------------------- |
|          | Вказує на лауреата премії |

### 1990-ті
| 1994 (1-ша)                 |                        |                                             |          |       |
| Рауль Хулія (посмертно)     | Чіко Мендес            | «Палаючий сезон»                            | HBO      | [ 1 ] |
| Джеймс Гарнер               | Джим Рокфорд           | «Файли Рокфорда: Я досі люблю Лос-Анджелес» | CBS      | [ 1 ] |
| Джон Малкович               | Курц                   | «Серце пітьми»                              | TNT      | [ 1 ] |
| Гері Сініз                  | Стю Редман             | «Протистояння»                              | ABC      | [ 1 ] |
| Форест Вітакер              | Маккензі Кейсі         | «Внутрішній ворог»                          | HBO      | [ 1 ] |
| 1995 (2-га)                 |                        |                                             |          |       |
| Гері Сініз                  | Гаррі С. Трумен        | «Трумен»                                    | HBO      | [ 2 ] |
| Алек Болдвін                | Стенлі Ковальськи      | «Трамвай „Бажання“»                         | CBS      | [ 2 ] |
| Лоренс Фішберн              | Ганнібал Лі            | «Пілоти із Таскігі»                         | HBO      | [ 2 ] |
| Джеймс Гарнер               | Джим Рокфорд           | «Файли Рокфорда: Нема лиха без добра»       | CBS      | [ 2 ] |
| Томмі Лі Джонс              | Г’юї Келловей          | «Відчайдушні ковбої»                        | TNT      | [ 2 ] |
| 1996 (3-тя)                 |                        |                                             |          |       |
| Алан Рікман                 | Григорій Распутін      | «Распутін»                                  | HBO      | [ 3 ] |
| Арманд Ассанте              | Джон Готті             | «Готті»                                     | HBO      | [ 3 ] |
| Бо Бріджес                  | Білл Джейнусон         | «Приховано в Америці»                       | Showtime | [ 3 ] |
| Роберт Дюваль               | Адольф Айхман          | «Людина, яка захопила Айхмана»              | TNT      | [ 3 ] |
| Ед Гарріс                   | Джим Лассітер          | «Вершники полинних прерій»                  | TNT      | [ 3 ] |
| 1997 (4-та)                 |                        |                                             |          |       |
| Гері Сініз                  | Джордж Воллес          | «Джордж Воллес»                             | TNT      | [ 4 ] |
| Джек Леммон                 | Присяжний №8           | «12 розгніваних чоловіків»                  | Showtime | [ 4 ] |
| Сідні Пуатьє                | Нельсон Мандела        | «Мандела і де Клерк»                        | Showtime | [ 4 ] |
| Вінг Реймс                  | Дон Кінг               | «Дон Кінг: Тільки в Америці»                | HBO      | [ 4 ] |
| Джордж К. Скотт             | Присяжний №3           | «12 розгніваних чоловіків»                  | Showtime | [ 4 ] |
| 1998 (5-та)                 |                        |                                             |          |       |
| Крістофер Рів               | Джейсон Кемп           | «Вікно у двір»                              | ABC      | [ 5 ] |
| Чарлз С. Даттон             | Чарлз Вільямс          | «Сліпа віра»                                | Showtime | [ 5 ] |
| Джеймс Гарнер               | Норман Кін             | «Ціна успіху»                               | TNT      | [ 5 ] |
| Бен Кінгслі                 | Свіні Тодд             | «Свіні Тодд»                                | Showtime | [ 5 ] |
| Рей Ліотта                  | Френк Сінатра          | «Мишача зграя»                              | HBO      | [ 5 ] |
| Стенлі Туччі                | Волтер Вінчелл         | «Хрещений батько ефіру»                     | HBO      | [ 5 ] |
| 1999 (6-та)                 |                        |                                             |          |       |
| Джек Леммон                 | Моррі Шварц            | «Вівторки з Моррі»                          | ABC      | [ 6 ] |
| Генк Азарія                 | Мітч Елбом             | «Вівторки з Моррі»                          | ABC      | [ 6 ] |
| Пітер Фонда                 | Френк О'Коннор         | «Таємна пристрасть Айн Ренд»                | Showtime | [ 6 ] |
| Джордж К. Скотт (посмертно) | Меттью Гаррісон Брейді | «Пожнеш бурю»                               | Showtime | [ 6 ] |
| Патрік Стюарт               | Ебенезер Скрудж        | «Різдвяна пісня»                            | TNT      | [ 6 ] |

### 2000-ні
| 2000 (7-ма)       |                                     |                                                  |               |        |
| Браян Деннегі     | Віллі Ломан                         | «Смерть комівояжера»                             | Showtime      | [ 7 ]  |
| Алек Болдвін      | Роберт Г. Джексон                   | «Нюрнберг»                                       | TNT/CTV       | [ 7 ]  |
| Браян Кокс        | Герман Герінг                       | «Нюрнберг»                                       | TNT/CTV       | [ 7 ]  |
| Денні Ґловер      | Вілл Вокер                          | «Пісня свободи»                                  | TNT           | [ 7 ]  |
| Джон Літгоу       | Дон Кіхот                           | «Дон Кіхот»                                      | TNT           | [ 7 ]  |
| Джеймс Вудс       | Денніс Баррі                        | «Брудні знімки»                                  | Showtime      | [ 7 ]  |
| 2001 (8-ма)       |                                     |                                                  |               |        |
| Бен Кінгслі       | Отто Франк                          | «Анна Франк»                                     | ABC           | [ 8 ]  |
| Алан Алда         | Віллі Волтерс                       | «Агенти»                                         | Showtime      | [ 8 ]  |
| Річард Дрейфус    | Александер Гейґ                     | «День, коли стріляли в президента»               | Showtime      | [ 8 ]  |
| Джеймс Франко     | Джеймс Дін                          | «Джеймс Дін»                                     | TNT           | [ 8 ]  |
| Ґреґорі Гайнс     | Білл Робінсон                       | «Дорога до слави»                                | Showtime      | [ 8 ]  |
| 2002 (9-та)       |                                     |                                                  |               |        |
| Вільям Мейсі      | Білл Портер                         | «Двері в двері»                                  | TNT           | [ 9 ]  |
| Альберт Фінні     | Вінстон Черчилль                    | «Черчилль»                                       | BBC/HBO       | [ 9 ]  |
| Бред Гарретт      | Джекі Глісон                        | «Глісон»                                         | CBS           | [ 9 ]  |
| Шон Гейс          | Джеррі Льюїс                        | «Мартін і Льюїс»                                 | CBS           | [ 9 ]  |
| Джон Туртурро     | Говард Коселл                       | «Погром в понеділок ввечері»                     | TNT           | [ 9 ]  |
| 2003 (10-та)      |                                     |                                                  |               |        |
| Аль Пачіно        | Рой Кон                             | «Ангели в Америці»                               | HBO           | [ 10 ] |
| Джастін Кірк      | Волтер                              | «Ангели в Америці»                               | HBO           | [ 10 ] |
| Пол Ньюман        | Режисер                             | «Наше містечко»                                  | Showtime      | [ 10 ] |
| Форест Вітакер    | Маркус Клей                         | «Збройна відсіч»                                 | Showtime      | [ 10 ] |
| Джеффрі Райт      | Різні персонажі                     | «Ангели в Америці»                               | HBO           | [ 10 ] |
| 2004 (11-та)      |                                     |                                                  |               |        |
| Джеффрі Раш       | Пітер Селлерс                       | «Життя і смерть Пітера Селлерса»                 | HBO           | [ 11 ] |
| Джеймі Фокс       | Стенлі Вільямс                      | «Спокута»                                        | FX            | [ 11 ] |
| Вільям Мейсі      | Чарлз Джіґо                         | «Джіґо»                                          | TNT           | [ 11 ] |
| Баррі Пеппер      | Дейл Ернгардт                       | «3: Історія Дейла Ернгардта»                     | ESPN          | [ 11 ] |
| Джон Войт         | Едді                                | «Куди приводять сни»                             | ABC           | [ 11 ] |
| 2005 (12-та)      |                                     |                                                  |               |        |
| Пол Ньюман        | Макс Робі                           | «Емпайр-Фоллс»                                   | HBO           | [ 12 ] |
| Кеннет Брана      | Франклін Д. Рузвельт                | «Теплі джерела»                                  | HBO           | [ 12 ] |
| Тед Денсон        | Річард Мейсон                       | «Лицарі Південного Бронкса»                      | A&E           | [ 12 ] |
| Ед Гарріс         | Майлз Робі                          | «Емпайр-Фоллс»                                   | HBO           | [ 12 ] |
| Крістофер Пламмер | Бернард Лоу                         | «Отці наші»                                      | Showtime      | [ 12 ] |
| 2006 (13-та)      |                                     |                                                  |               |        |
| Джеремі Айронс    | Роберт Дадлі, граф Лестер           | «Єлизавета I»                                    | Channel 4/HBO | [ 13 ] |
| Томас Гейден Черч | Том Гарт                            | «Перерваний шлях»                                | AMC           | [ 13 ] |
| Роберт Дюваль     | Прентіс Ріттер                      | «Перерваний шлях»                                | AMC           | [ 13 ] |
| Вільям Мейсі      | Клайд Амні/Джордж Деммік/Сем Лендрі | «Кошмари та сновидіння: З історій Стівена Кінга» | TNT           | [ 13 ] |
| Меттью Перрі      | Рон Кларк                           | «Історія Рона Кларка»                            | TNT           | [ 13 ] |
| 2007 (14-та)      |                                     |                                                  |               |        |
| Кевін Клайн       | Жак                                 | «Як вам це сподобається»                         | HBO           | [ 14 ] |
| Майкл Кітон       | Джеймс Енглтон                      | «Контора»                                        | TNT           | [ 14 ] |
| Олівер Платт      | Джордж Штейнбреннер                 | «Бронкс палає»                                   | ESPN          | [ 14 ] |
| Сем Шепард        | Френк Вайтлі                        | «Жвава»                                          | ABC/ESPN      | [ 14 ] |
| Джон Туртурро     | Біллі Мартін                        | «Бронкс палає»                                   | ESPN          | [ 14 ] |
| 2008 (15-та)      |                                     |                                                  |               |        |
| Пол Джаматті      | Джон Адамс                          | «Джон Адамс»                                     | HBO           | [ 15 ] |
| Рейф Файнз        | Бернард Лафферті                    | «Бернард і Доріс»                                | HBO           | [ 15 ] |
| Кевін Спейсі      | Рон Клейн                           | «Перерахунок»                                    | HBO           | [ 15 ] |
| Кіфер Сазерленд   | Джек Бауер                          | «24: Спокута»                                    | Fox           | [ 15 ] |
| Том Вілкінсон     | Бенджамін Франклін                  | «Джон Адамс»                                     | HBO           | [ 15 ] |
| 2009 (16-та)      |                                     |                                                  |               |        |
| Кевін Бейкон      | Майкл Стробл                        | «Забираючи Ченса»                                | HBO           | [ 16 ] |
| Куба Гудінг-мол.  | Бен Карсон                          | «Золоті руки»                                    | TNT           | [ 16 ] |
| Джеремі Айронс    | Альфред Стігліц                     | «Джорджія О'Кіф»                                 | Lifetime      | [ 16 ] |
| Кевін Клайн       | Сірано де Бержерак                  | «Сірано де Бержерак»                             | PBS           | [ 16 ] |
| Том Вілкінсон     | Солтер                              | «Число»                                          | BBC/HBO       | [ 16 ] |

### 2010-ті
| 2010 (17-та)        |                         |                                                               |                     |        |
| Аль Пачіно          | Джек Кеворкян           | «Ви не знаєте Джека»                                          | HBO                 | [ 17 ] |
| Джон Гудмен         | Ніл Нікол               | «Ви не знаєте Джека»                                          | HBO                 | [ 17 ] |
| Денніс Квейд        | Білл Клінтон            | «Особливі стосунки»                                           | HBO/BBC Two         | [ 17 ] |
| Едгар Рамірес       | Іліч Рамірес Санчес     | «Карлос»                                                      | Canal+              | [ 17 ] |
| Патрік Стюарт       | Макбет                  | «Макбет»                                                      | BBC Four            | [ 17 ] |
| 2011 (18-та)        |                         |                                                               |                     |        |
| Пол Джаматті        | Бен Бернанке            | «Занадто крутий для невдачі»                                  | HBO                 | [ 18 ] |
| Лоренс Фішберн      | Тургуд Маршалл          | «Тургуд»                                                      | HBO                 | [ 18 ] |
| Грег Кіннер         | Джон Ф. Кеннеді         | «Клан Кеннеді»                                                | Reelz               | [ 18 ] |
| Гай Пірс            | Монті Берагон           | «Мілдред Пірс»                                                | HBO                 | [ 18 ] |
| Джеймс Вудс         | Дік Фулд                | «Занадто крутий для невдачі»                                  | HBO                 | [ 18 ] |
| 2012 (19-та)        |                         |                                                               |                     |        |
| Кевін Костнер       | Вільям Андерсон Гетфілд | «Гетфілди і Маккої»                                           | History             | [ 19 ] |
| Вуді Гаррельсон     | Стів Шмідт              | «Гра змінилася»                                               | HBO                 | [ 19 ] |
| Ед Гарріс           | Джон Маккейн            | «Гра змінилася»                                               | HBO                 | [ 19 ] |
| Клайв Овен          | Ернест Гемінґвей        | «Гемінґвей та Ґеллгорн»                                       | HBO                 | [ 19 ] |
| Білл Пекстон        | Рендолф Маккой          | «Гетфілди і Маккої»                                           | History             | [ 19 ] |
| 2013 (20-та)        |                         |                                                               |                     |        |
| Майкл Дуглас        | Лібераче                | «За канделябрами»                                             | HBO                 | [ 20 ] |
| Метт Деймон         | Скотт Торсон            | «За канделябрами»                                             | HBO                 | [ 20 ] |
| Роб Лоу             | Джон Ф. Кеннеді         | «Вбивство Кеннеді»                                            | National Geographic | [ 20 ] |
| Аль Пачіно          | Філ Спектор             | «Філ Спектор»                                                 | HBO                 | [ 20 ] |
| Джеремі Айронс      | Генріх IV               | «Порожня корона»                                              | BBC Two             | [ 20 ] |
| 2014 (21-ша)        |                         |                                                               |                     |        |
| Марк Раффало        | Нед Вікс                | «Звичайне серце»                                              | HBO                 | [ 21 ] |
| Едрієн Броуді       | Гаррі Гудіні            | «Гудіні»                                                      | History             | [ 21 ] |
| Бенедикт Камбербетч | Шерлок Холмс            | «Шерлок: Його останній обіт»                                  | BBC One             | [ 21 ] |
| Річард Дженкінс     | Генрі Кіттерідж         | «Олівія Кіттерідж»                                            | HBO                 | [ 21 ] |
| Біллі Боб Торнтон   | Лорн Малво              | «Фарґо»                                                       | FX                  | [ 21 ] |
| 2015 (22-га)        |                         |                                                               |                     |        |
| Ідріс Ельба         | Джон Лютер              | «Лютер»                                                       | BBC One             | [ 22 ] |
| Бен Кінгслі         | Ай                      | «Тут»                                                         | Spike               | [ 22 ] |
| Рей Ліотта          | Лорка/Том Мітчелл       | «Повстання Техасу»                                            | History             | [ 22 ] |
| Білл Мюррей         | Самого себе             | «Дуже мюрревське Різдво»                                      | Netflix             | [ 22 ] |
| Марк Райленс        | Томас Кромвель          | «Вовчий зал»                                                  | BBC Two             | [ 22 ] |
| 2016 (23-тя)        |                         |                                                               |                     |        |
| Браян Кренстон      | Ліндон Б. Джонсон       | «До самого кінця»                                             | HBO                 | [ 23 ] |
| Різ Ахмед           | Насір Хан               | «Одного разу вночі»                                           | HBO                 | [ 23 ] |
| Стерлінг К. Браун   | Крістофер Дарден        | «Народ проти О. Джея Сімпсона: Американська історія злочинів» | FX                  | [ 23 ] |
| Джон Туртурро       | Джон Стоун              | «Одного разу вночі»                                           | HBO                 | [ 23 ] |
| Кортні Б. Венс      | Джонні Кокрен           | «Народ проти О. Джея Сімпсона: Американська історія злочинів» | FX                  | [ 23 ] |
| 2017 (24-та)        |                         |                                                               |                     |        |
| Александр Скашґорд  | Перрі Райт              | «Велика маленька брехня»                                      | HBO                 | [ 24 ] |
| Бенедикт Камбербетч | Шерлок Холмс            | «Шерлок: Детектив при смерті»                                 | BBC One             | [ 24 ] |
| Джефф Деніелс       | Френк Ґріффін           | «Забуті Богом»                                                | Netflix             | [ 24 ] |
| Роберт де Ніро      | Бернард Мейдофф         | «Маестро брехні»                                              | HBO                 | [ 24 ] |
| Джеффрі Раш         | Альберт Ейнштейн        | «Геній»                                                       | National Geographic | [ 24 ] |
| 2018 (25-та)        |                         |                                                               |                     |        |
| Даррен Крісс        | Ендрю Кьюненен          | «Вбивство Джанні Версаче: Американська історія злочинів»      | FX                  | [ 25 ] |
| Антоніо Бандерас    | Пабло Пікассо           | «Геній: Пікассо»                                              | National Geographic | [ 25 ] |
| Г'ю Ґрант           | Джеремі Торп            | «Дуже англійський скандал»                                    | BBC One             | [ 25 ] |
| Ентоні Гопкінс      | Лір                     | «Король Лір»                                                  | BBC Two             | [ 25 ] |
| Білл Пуллман        | Гаррі Емброуз           | «Грішники»                                                    | USA Network         | [ 25 ] |
| 2019 (26-та)        |                         |                                                               |                     |        |
| Сем Роквелл         | Боб Фосс                | «Фоссі/Вердон»                                                | FX                  | [ 26 ] |
| Магершала Алі       | Вейн Гейс               | «Справжній детектив»                                          | HBO                 | [ 26 ] |
| Рассел Кроу         | Роджер Ейлс             | «Найгучніший голос»                                           | Showtime            | [ 26 ] |
| Джаред Гарріс       | Валерій Легасов         | «Чорнобиль»                                                   | HBO/Sky Atlantic    | [ 26 ] |
| Джаррел Джером      | Корі Вайз               | «Коли вони нас побачать»                                      | Netflix             | [ 26 ] |

### 2020-ті
| 2020 (27-ма)    |                                    |                             |          |        |
| Марк Раффало    | Домінік і Томас Бьордсі            | «Я знаю, що це правда»      | HBO      | [ 27 ] |
| Білл Кемп       | Вільям Шайбель                     | «Ферзевий гамбіт»           | Netflix  | [ 27 ] |
| Давід Діггс     | Жильбер де Лафаєт/Томас Джефферсон | «Гамільтон»                 | Disney+  | [ 27 ] |
| Г'ю Ґрант       | Джонатан Фрейзер                   | «Знищення»                  | HBO      | [ 27 ] |
| Ітан Гоук       | Джон Браун                         | «Птах доброго Господа»      | Showtime | [ 27 ] |
| 2021 (28-ма)    |                                    |                             |          |        |
| Майкл Кітон     | Семюел Фіннікс                     | «Наркоманія»                | Hulu     | [ 28 ] |
| Мюррей Бартлетт | Армонд                             | «Білий лотос»               | HBO      | [ 28 ] |
| Оскар Айзек     | Джонатан Леві                      | «Сцени з подружнього життя» | HBO      | [ 28 ] |
| Еван Пітерс     | Колін Зейбел                       | «Мейр з Істтауна»           | HBO      | [ 28 ] |
| Юен Мак-Грегор  | Голстон                            | «Голстон»                   | Netflix  | [ 28 ] |